# Jacques-Nicolas Tardieu
Jacques-Nicolas Tardieu (Parigi, 2 settembre 1716 – Parigi, 9 luglio 1791) è stato un incisore francese.

## Biografia

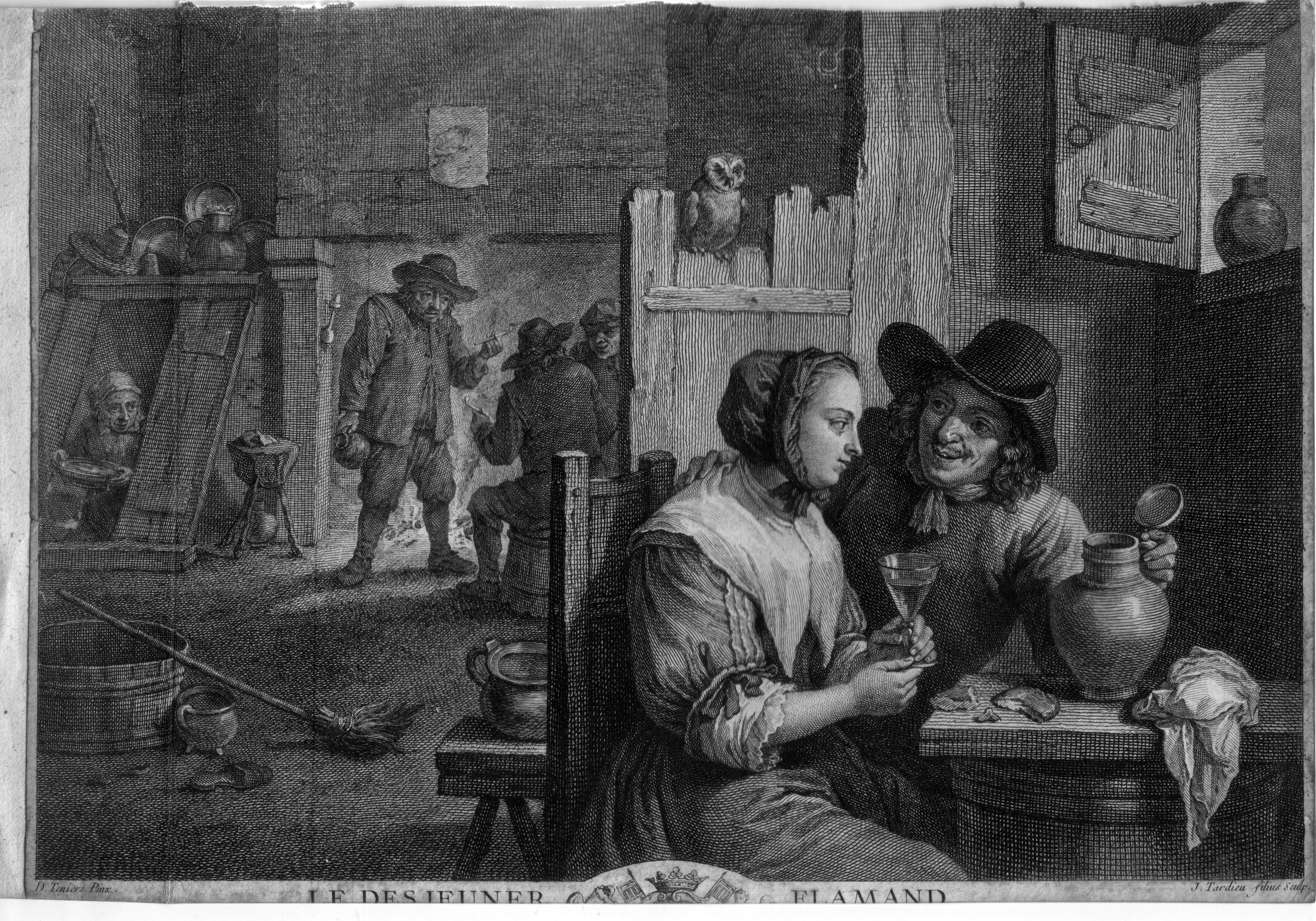
Il pranzo fiammingo

Figlio di Marie-Anne Tardieu e Nicolas-Henri Tardieu, allievo del padre, fu ammesso all'Académie il 24 ottobre 1749, grazie a dei ritratti incisi di Bon Boullogne e Lorrain; fu incisore del Re e dell'Elettore di Colonia. Tardieu incise un gran numero di ritratti, tra cui quello di Maria Antonietta, da un dipinto di Nattier.
La Convenzione nazionale gli commissiona l'incisione degli assegnati nel 1790 e nel 1791.
Sposò due stampatrici: dapprima Louise-Françoise Duvivier, figlia di Jean e sorella del medaglista Benjamin, e poi Élisabeth-Claire Tournay.
Tra i suoi allievi ci fu Jean-Baptiste-Pierre Tardieu, figlio di suo cugino Pierre-Joseph Tardieu, e l'incisore di Abbeville Charles-Eugène Duponchel.

## Opere
- Il Paralitico guarito presso la piscina, da un dipinto di Restout, Arras, Museo delle belle arti, 1743 (inv. D 926 17) ;
- La Sacra Famiglia, da Jules Christophe[3];
- Lo stendardo con la croce di Costantino da Peter Paul Rubens;
- L'eloquenza, allegoria, da La Joue, 1745;
- Vignetta dello stemma del re, con angeli come supporto, su disegno di M. Boucher;
- Ritratto del presidente Jeannin, ministro di Stato sotto Enrico IV;
- Ritratto del maresciallo Dubourg, da M. de Leyn;
- Ritratto di M. Alexis Simon Belle, pittore del re, da un suo dipinto;
- Ritratto di Nicolas Henry Tardieu, padre, incisore ordinario del re, da van Loo il Vecchio;
- Vignetta raffigurante il ritratto del re, da un gettone di M. Duvivier, 1746;
- Portale della chiesa di san Sulpizio (per una descrizione della dedicazione di questa chiesa);
- Ritratto del defunto Mons. il Delfino duca di Borgogna, da Rigaud;
- Ritratto del defunto M. Charles d'Orléans de Rothelin, sacerdote e teologo, da Charles Antoine Coypel[4];
- Ritratto dell'arcivescovo elettore di Colonia, 1748;
- Ritratto di M. il duca di Sully, autore delle "Memorie sulla storia d'Enrico IV";
- Ritratto di Mme. du Boccage, da un dipinto di Marianne Loir;
- Il medico alchimista, da D. Teniers;
- Due dipinti che rappresentano diversi costumi orientali;
- Due dipinti di animali, su disegni di Cochin figlio;
- Ritratto del defunto M. de Boullongne, da Allou, 1750[5];
- Ritratto di M. Robert Le Lorrain, da Nonnotte[6];
- Addio di Ettore e Andromaca, soggetti tratti dall'Iliade di Omero, da dipinti di Coypel;
- Le miserie della guerra da David Teniers il Giovane[7];
- Il pranzo fiammingo (noto nelle Fiandre come La Devota di Teniers), da David Teniers il Giovane.
- L'apparizione di Nostro Signore alla Santa Vergine, stampa incisa, dalla Galleria Reale di Dresda, 1753;
- Ritratto della regina Maria Leszczyńska, da un dipinto di Nattier, 1755
- La Maddalena penitente, da Paolo Pagani, dalla Galleria Reale di Dresda, 1757[8]
- Ritratto della defunta Enrichetta di Francia, da Nattier, 1759[9];
- Ritratto di M. Lullin, ministro di Ginevra;
- Ritratto di Mons. Louis-Jacques d'Audibert de Lussan, arcivescovo di Bordeaux, da Restout, 1765[10];
- Ritratto di M. il principe di Gallitzin, ministro plenipotenziario in Francia della Corte di Russia, da Drouais;
- Ritratto di M. d'Etemare, da Belle, 1775;
- Ritratto di Mlle de La Font;
- Ritratto di M. l'abate Gourdin, 1777.
- Ritratto di René de Froulay de Tessé, generale delle galee e maresciallo di Francia[11].